# 聖詹姆斯鎮區 (密蘇里州費爾普斯縣)
聖詹姆斯鎮區（英語：St. James Township）是位於美國密蘇里州費爾普斯縣的一個行政鎮區。

## 地方資料
聖詹姆斯鎮區的面積為90.52平方千米，當中陸地面積為90.04平方千米，而水域面積為0.48平方千米。根據2020年美國人口普查的數據，當地共有人口5213人，而人口密度為每平方千米57.59人。